# 博庫普鎮區 (伊利諾伊州華盛頓縣)
博庫普鎮區（英語：Beaucoup Township）是位於美國伊利諾伊州華盛頓縣的一個行政鎮區。

## 地方資料
根據2010年美國人口普查的數據，博庫普鎮區的面積為98.30平方千米，當中陸地面積為98.00平方千米，而水域面積為0.30平方千米。當地共有人口576人，而人口密度為每平方千米5.86人。